# Tourism
Tourism (pełny tytuł: Tourism - Songs From Studios, Stages, Hotelrooms & Other Strange Places) – czwarty album studyjny szwedzkiego duetu Roxette wydany 28 sierpnia 1992. Jak to określili Per Gessle i Marie Fredriksson, jest to "album z trasy - znalazły się na nim piosenki nagrane w studio, na koncertach, w pokojach hotelowych i innych dziwnych miejscach". Sprzedaż płyty wyniosła 6 mln egzemplarzy.

## Lista utworów
1. How Do You Do! – 3:09
2. Fingertips – 3:22
3. The Look (Live in Sydney) – 5:34
4. The Heart Shaped Sea – 4:31
5. The Rain – 4:49
6. Keep Me Waiting – 3:12
7. It Must Have Been Love (Live in Santiago/studio Los Angeles) – 7:08
8. Cinnamon Street – 5:04
9. Never Is a Long Time – 3:44
10. Silver Blue – 4:05
11. Here Comes the Weekend – 4:11
12. So Far Away (Tourism version) – 4:02
13. Come Back (Before You Leave) – 4:30
14. Things Will Never Be the Same (Live in Zürich) – 3:22
15. Joyride (Live in Sydney) – 4:50
16. Queen of Rain – 4:49